# Walter Püschel
Walter Püschel (auch Wolfgang Walter Pueschel; * 3. Februar 1927 in Einsiedl bei Marienbad; † 26. Dezember 2005) war ein deutscher Autor, Lektor und Redakteur.

## Leben
Püschel absolvierte die Lehrerbildungsanstalt in Reichenberg. 1944 wurde er Mitglied der Waffen-SS. Nach amerikanischer Kriegsgefangenschaft war er seit 1947 Lehrer in der Niederlausitz. Seit 1952 arbeitete er als Lektor im Verlag Neues Leben. Später war er bis 1958 kurzzeitig Chefredakteur bei Mosaik und danach freiberuflicher Schriftsteller. Seit 1962 wirkte er als leitender Lektor beim Eulenspiegel-Verlag. Studien absolvierte er an der Deutschen Verwaltungsakademie und 1965 am Institut für Literatur "Johannes R. Becher" in Leipzig.  
Zu seinen ersten größeren Werken zählt die Erzählung Der Sänger der schwarzen Freischar über Theodor Körner. Püschel schrieb vor allem Jugendbücher wie den Schelmenroman Eine Bernsteinliebe, den Berlin-Roman Old Shatterhand in Moabit und den Roman Im Auftrag des Kalifen aus der Reihe "Spannend erzählt". Er war auch als Herausgeber tätig. Im Eulenspiegel Verlag veröffentlichte er mehrere Anekdotenbändchen, u. a. zu Friedrich dem Großen, Max Liebermann, Heinrich Zille und Ferdinand Sauerbruch, und stellte Jugendliteratur aus Werken von Friedrich Gerstäcker, Erich Kästner, Christian Morgenstern und anderen zusammen. 1962 gab er auch den Band Jungfer Lotty und andere tschechische Chansons mit Übersetzungen aus dem Tschechischen heraus. Seine Erzählung Das Schulschwein von 1981 bildete die Grundlage für den DEFA-Film Schwein gehabt. Püschel publizierte auch unter dem Pseudonym Walter Schell.
1964 wurde er Mitglied der SED. Er war von 1964 bis 1983 inoffizieller Mitarbeiter der DDR-Staatssicherheit unter dem Decknamen "Adler".

## Hörspiele
- 1960: Kindermädchen Max – Regie: Maritta Hübner (Kinderhörspiel – Rundfunk der DDR)
- 1981: Die Flaschenpost – Regie: Maritta Hübner (Kinderhörspiel – Rundfunk der DDR)
- 1982: Strohut-Emil – Regie: Maritta Hübner (Kinderhörspiel/Kurzhörspiel – Rundfunk der DDR)